# Porrhomma
Porrhomma este un gen de păianjeni din familia Linyphiidae.

## Specii[1]
- Porrhomma boreale
- Porrhomma cambridgei
- Porrhomma campbelli
- Porrhomma cavernicola
- Porrhomma convexum
- Porrhomma corsicum
- Porrhomma egeria
- Porrhomma errans
- Porrhomma gertschi
- Porrhomma hakusanense
- Porrhomma indecorum
- Porrhomma kulczynskii
- Porrhomma lativelum
- Porrhomma macrochelis
- Porrhomma marphaense
- Porrhomma microcavense
- Porrhomma microphthalmum
- Porrhomma microps
- Porrhomma montanum
- Porrhomma myops
- Porrhomma oblitum
- Porrhomma ocella
- Porrhomma ohkawai
- Porrhomma omissum
- Porrhomma pallidum
- Porrhomma profundum
- Porrhomma pygmaeum
- Porrhomma rakanum
- Porrhomma rosenhaueri
- Porrhomma sodonta
- Porrhomma spipolae
- Porrhomma terrestre